# Classe Sea Wolf
Classe Sea Wolf è una classe di motocannoniere missilistiche della Marina di Singapore. Sono delle unità litoranee veloci sviluppate dall'industria tedesca Lürssen di Brema-Vegesack sul progetto delle TNC-45.

## Descrizione
Le sei unità sono state ordinate nel 1968 sono state costruite in Germania, negli stabilimenti Lürssen Werft le prime due unità, e su licenza a Singapore nei cantieri ST Marine le rimanenti quattro unità.
Nella Marina di Singapore queste navi sono state impiegate come appoggio alle più potenti Victory.
L'armamento di queste unità di era radicalmente diverso rispetto ad altre TCN-45 Combattante II: le Sea Wolf non avevano il cannone da 76 mm sostituito da un cannone Bofors da 57mm, mentre l'armamento artiglieresco era completato da un cannone da 40mm Bofors;
caratteristico l'armamento missilistico, con diversi tipi di missili antinave, per ottimizzare le capacità di carico e ingaggiare i bersagli con u missili più validi o economici. con la differenza notevole tra i due tipi di missile, con i missili Gabriel non presenti nelle altre TCN-45 e gli MM38 Exocet francesi sostituiti dagli Harpoon di fabbricazione americana, cui sono stati aggiunti missili mare-aria Simbad per la difesa aerea a medio raggio.
Le unità sono state sottoposte nel corso degli anni ottanta e degli anni novanta a lavori di riammodernamento che ne hanno incrementato le capacità di attacco.
Le unità sono state tutte andate in disarmo il 13 maggio 2008.

## Unità
- RSS Sea Wolf (P76) — entrata in servizio nel 1975
- RSS Sea Lion (P77) — entrata in servizio nel 1975
- RSS Sea Dragon (P78) — entrata in servizio nel 1975
- RSS Sea Tiger (P79) — entrata in servizio nel 1976
- RSS Sea Hawk (P80) — entrata in servizio nel 1976
- RSS Sea Scorpion (P81) — entrata in servizio nel 1976